# تقارب المواطنين
تقارب المواطنين (بالإسبانية: Convergencia Ciudadana)‏ هو حزب سياسي تقدمي في كولومبيا. في الانتخابات التشريعية التي جرت في 10 مارس 2002، فاز الحزب كواحد من العديد من الأحزاب الصغيرة وحصل على تمثيل برلماني. في انتخابات عام 2006، فاز الحزب بثمانية نواب من أصل 166 و7 من أصل 100 عضو في مجلس الشيوخ. غير الحزب اسمه وأصبح حزب خيار المواطن.